# Loán
Loán war ein Flächenmaß auf den Philippinen. Das Maß ist für die Provinzen Misamis Oriental, Bulacan, Iloilo und Surigao nachgewiesen. Letztere war früher bis zur Aufteilung eine einzige Provinz im Nordosten der philippinischen Insel Mindanao.
- 1 Loán = 2,79 Ar
- 100 Brazas = 1 modern oder burgos Loán = 2,79 Ar
- 10 Loánes = 1 modern oder burgos Balita = 27,94 Ar